# Spilosoma fletcheri
Spilosoma fletcheri là một loài bướm đêm thuộc phân họ Arctiinae, họ Erebidae.